# كارل أوقست رامزي
كارل أوقست رامزي (بالفنلندية: Karl August Ramsay)‏ هو سياسي فنلندي، ولد في 10 نوفمبر 1791 في كووبيو في فنلندا، وتوفي في 8 ديسمبر 1855 في هلسنكي في فنلندا.